# Креса (Новара)
Креса (итал. Cressa) је насеље у Италији у округу Новара, региону Пијемонт.
Према процени из 2011. у насељу је живело 660 становника. Насеље се налази на надморској висини од 270 м.

## Становништво
| 1936. | 1951. | 1961. | 1971. | 1981. | 1991. | 2001. | 2011. |
| ----- | ----- | ----- | ----- | ----- | ----- | ----- | ----- |
| 1.347 | 1.350 | 1.427 | 1.398 | 1.484 | 1.448 | 1.431 | 1.571 |